# Dieter Wintgen
Dieter Wintgen (* 11. Juni 1957 in Arnsberg; † 16. August 1994, im Wallis, Schweizer Alpen) war ein deutscher Physiker, bekannt für Arbeiten in theoretischer Atomphysik und zum Quantenchaos.
Wintgen studierte an der Universität Münster mit dem Diplom-Abschluss in theoretischer Kernphysik und wurde 1985 bei Harald Friedrich an der TU München promoviert. 1989 habilitierte er sich an der Universität Freiburg und war dann zwei Jahre am Max-Planck-Institut für Kernphysik in Heidelberg. Danach war er Dozent in Freiburg und Anfang der 1990er Jahre am Niels-Bohr-Institut in Kopenhagen. Im August 1994 kam er beim Abstieg vom Weisshorn im Wallis bei einem Bergunfall ums Leben.
In seiner Dissertation behandelte er das Wasserstoffatom in starken Magnetfeldern und konnte hier den Einfluss klassischer periodischer Bahnen auf das Quantenchaos-Spektrum nachweisen (mit Anwendung der Spurformel von Martin Gutzwiller). Zuletzt behandelte er mit Klaus Richter und Gregor Tanner die semiklassische Quantisierung von doppelt angeregtem Helium. Damit löste er ein altes Problem der Bohr-Sommerfeld-Schule der Quantentheorie, die an der Berechnung von Helium-Atomen damals scheiterten.
1993 erhielt er den Gustav-Hertz-Preis und 1987 den Heinz Maier-Leibnitz-Preis.
Er war passionierter Bergsteiger und Skifahrer.

## Schriften
- Mit Harald Friedrich Regularity and irregularity in spectra of the magnetized hydrogen atom, Phys. Rev. Lett., Band 57, 1986, S. 571–574
- Connection between long-range correlations in quantum spectra and classical periodic orbits, Phys. Rev. Lett., Band 58, 1987, S. 1589–1592
- mit A. Holle, G. Wiebusch, J. Main, H. Friedrich, K. H. Welge Precision measurements and exact quantum mechanical calculations for diamagnetic Rydberg states in hydrogen, Journal of Physics B 19, 1986, L557 - L561
- mit Friedrich Perturbed Rydberg series of autoionizing resonances, Physical Review A 35, 1987, S. 1628–1633
- mit Friedrich Correspondence of unstable periodic orbits and quasi-Landau modulations, Physical Review A 36, 1987, S. 131–142.
- mit Friedrich The hydrogen atom in a uniform magnetic field — an example of chaos, Physics Reports, Band 183, 1989, S. 37–79
- mit Klaus Richter, Gregor Tanner: The semiclassical helium atom, Chaos, Band 2, 1992, 19-33
- mit Tanner Quantization of chaotic systems, Chaos, Band 2, 1992, 53
- mit Richter, Tanner The semiclassical helium atom, in Quantum Chaos: Varenna on Lake Como (Juli/August 1991), North Holland 1993
- mit Richter Calculation of planetary atom states, Journal of Physics B, Band 24, 1991, L565-571
- mit Richter Stable planetary atoms configurations, Phys. Rev. Lett., 65, 1990, 1965

- Das Wasserstoffatom im starken Magnetfeld [München] 1985, DNB 870638874 (Dissertation Technische Universität München  1985, 131 Seiten).